# Мелтс, Танел
Танел Мелтс (эст. Tanel Melts; 20 ноября 1988, Пярну) — эстонский футболист, полузащитник.

## Биография
Воспитанник пярнуского футбола. Во взрослом футболе дебютировал в 2005 году в клубе «Пярну Патальони», игравшем во второй лиге Эстонии. 17 сентября 2006 года дебютировал в высшем дивизионе за ведущую команду своего города, «Вапрус», в матче против «Нарва-Транс», заменив на 66-й минуте Райта Сырмуса. В первом сезоне сыграл только 2 матча в высшей лиге, в 2007 году провёл 10 матчей, а в 2008 году стал регулярно играть за основной состав «Вапруса». По итогам сезона 2008 года «Вапрус» покинул высшую лигу и игрок перешёл в «Тулевик» (Вильянди), где полгода играл за резервный состав в первой лиге. Затем вернулся в «Вапрус» и играл за него полтора года в первой лиге. В 2011 году клуб был преобразован в «Пярну ЛМ» и также выступал в первой лиге.
В 2012 году перешёл в таллинский «Нымме Калью», где в первом сезоне регулярно выходил на поле и вместе с клубом завоевал титул чемпиона Эстонии. В 2013 году сыграл за клуб только 8 матчей в первой половине сезона, затем продолжил играть за дубль, «Нымме Калью» в том сезоне стал серебряным призёром чемпионата. Финалист Кубка Эстонии 2012/13, в финальном матче не играл. Принял участие в одной игре Лиги Европы, 5 июля 2012 года против «Хазар-Ленкорань», выйдя на замену на последних минутах. В 2014—2015 годах был основным игроком таллинского «Инфонета», а в 2016 году вернулся в родной город и провёл полсезона в высшей лиге за «Пярну ЛМ».
Летом 2016 года перешёл в клуб четвёртого дивизиона Норвегии «Стрюн ИЛ». С 2021 года снова выступает на родине за «Пярну ЯК», играющий в первой лиге.
Всего в высшей лиге Эстонии сыграл 159 матчей и забил 12 голов.
Провёл один матч за олимпийскую сборную Эстонии — в 2012 году против ровесников из Норвегии.
Помимо футбола, выступал также в соревнованиях по хоккею в залах.

## Достижения
- Чемпион Эстонии: 2012
- Серебряный призёр чемпионата Эстонии: 2013
- Финалист Кубка Эстонии: 2012/13